# Chen Wei (Dissident)
Chen Wei (Chinesisch: 陈卫) (* 21. Februar 1969 in Suining, Provinz Sichuan, Volksrepublik China) ist ein chinesischer Dissident und Menschenrechtsaktivist. Chen studierte an der Technischen Universität Peking. Im Dezember 2011 wurde er wegen „Anstiftung zur Subversion der Staatsmacht“ zu neun Jahren Gefängnis verurteilt.

## Biografie
Chen wurde am 21. Februar 1969 in Suining, Sichuan geboren. Chen war einer der Studentenführer der Proteste auf dem Tiananmen-Platz 1989 (auch als Tian’anmen-Massaker bekannt), als er an der Technischen Universität Peking Maschinenbau studierte. Chen wurde im Gefängnis Qincheng eingesperrt und im Januar 1991 freigelassen.
Im Mai 1992 wurde Chen erneut verhaftet und zu fünf Jahren Gefängnis verurteilt, weil er eine politische Partei organisiert hatte und an einer Feier zum Gedenken der Tiananmen-Platz-Proteste teilnahm.
Chen war einer der Unterzeichner der Charta 08, ein Manifest, das Recht auf freie Versammlung und das Ende der Einparteienherrschaft verlangt. Chen sei führendes Mitglied des Menschenrechtsforums Guizhou, das laut Amnesty International als illegale Organisation erklärt worden sei. Chen sei im Jahr 1989 wegen seiner Unterstützung der Studentenproteste auf dem Platz des Himmlischen Friedens (auch Tiananmen-Platz genannt) eingesperrt worden. Von 1995 bis 2006 wurde Chen zum zweiten Mal verurteilt und war zehn Jahre lang in einem Gefängnis inhaftiert.

## Festnahme 2011
Am Morgen des 20. Februar 2011 folgte Chen einer Einladung der Polizei zum Tee, kehrte jedoch nicht zurück. Das Öffentliche Sicherheitsamt der Stadt Suining veröffentlichte am Abend des 21. Februar ein Dokument, in dem erwähnt wurde, dass Chen wegen „Aufhetzung zur Subversion der Staatsmacht“ strafrechtlich verhaftet worden war. Beamte und Sicherheitsleute durchsuchten später seine Wohnung, beschlagnahmten einen Computer, zwei Festplatten und einen USB-Stick und hielten ihn in der Strafanstalt der Stadt Suining fest.
Chinesische Menschenrechtsverteidiger berichteten im Dezember 2011, dass Chens Fall Ende November 2011 dem kommunalen Mittleren Volksgericht in Suining übergeben worden sei. Die Behörden versuchten Chens Frau daran zu hindern, den Anwalt Liang Xiaojun zu engagieren. Liang durfte Chen nur einmal sehen, während sein anderer Anwalt, Zheng Jianwei, ihn vor dem Prozess zweimal gesehen hatte. Chen sagte seinem Anwalt, dass er kein Gesetz gebrochen habe und dass er nur das Recht ausgeübt hätte, das allen chinesischen Bürgern unter der chinesischen Verfassung garantiert sei, nämlich ihre Ansichten zu äußern. Chens Anwalt wurde mitgeteilt, dass der Prozess innerhalb einer Woche stattfinden würde.
Am 23. Dezember 2011 wurde Chen durch das kommunale Mittlere Volksgericht in Suining zu neun Jahren Gefängnis verurteilt. Die Begründung seiner Verurteilung war „Aufstachelung zur Subversion“, zu der Chen in vier Essays, die er Online geschrieben und veröffentlicht hatte, aufgerufen haben soll. Es wurde gesagt, dass diese Essays im Widerspruch zu Artikel 105 des chinesischen Strafgesetzbuches stehen sollen.
Der Botschafter der Europäischen Union in Peking, Markus Ederer, sagte, die Europäische Union sei „zutiefst besorgt“ über Chens Verurteilung und „wir unterstützen eine politische Debatte, eher als die Verwendung des Strafrechts, als Mittel zur Lösung abweichender politischer Meinungen“. Amnesty International erklärte Chen für einen Gewissensgefangenen und forderte seine sofortige Freilassung.
Human Rights Watch verurteilte die Verhaftung Chens und nannte sie Teil der schwersten Niederschlagung Chinas, die in einem Jahrzehnt gegen Aktivisten durchgeführt wurde, und forderte eine sofortige Reaktion von der internationalen Gesellschaft.